# Burg Schildberg (Seesen)
Die Burg Schildberg ist eine abgegangene Höhenburg bei Seesen im Landkreis Goslar in Niedersachsen.

## Geschichte
Die Burg lag an der Straße von Seesen nach Lautenthal. Von dem dortigen 413 m hohen Hausschildberg konnte man den Weg durch das Tal der Innerste beherrschen. Das Waldgebiet war Ende des ersten Jahrtausends Forst des Königsgutes Seesen.
Erster urkundlicher Besitzer im Hochmittelalter war das Stift Gandersheim. 1148 tauschte das Stift die Stätte gegen 14 Hufen Land, darunter Brunsen, Holtershausen und Ildehausen, mit dem Grafen Hermann II. von Winzenburg, der schon die Asselburg, Derneburg und Nienover besaß. Eine missverständliche Formulierung in der entsprechenden Urkunde lässt offen, ob der Burgplatz zu diesem Zeitpunkt bebaut, unbebaut oder zur Wiederbebauung freigegeben war. Der Graf wollte sie zur neuen Stammburg ausbauen, weil ihm seine Burg Winzenburg zunächst aberkannt wurde, bis er diese im Tausch gegen die Homburg 1150 zurückbekam. Nach dem Tod Hermanns 1152 kommt Heinrich der Löwe in den Besitz der Burg. Vom selben Jahr an ist bis zum Anfang des 13. Jahrhunderts ein Ministerialengeschlecht von Schildberg nachweisbar, die möglicherweise als Burgmannen auf der Burg saßen.  In der Erbteilung nach dem Tode Heinrichs des Löwen 1202 kam die wieder an die Welfen zurück gefallene Burg an Kaiser Otto IV., zusammen mit folgenden Burgen: Staufenburg, Osterode, Schloss Herzberg, Burg Scharzfels, Burg Lutterberg und Burg Hohnstein und das Gebiet westlich von Osterwieck-Rimbeck, während sein Bruder Wilhelm von Lüneburg das Gebiet östlich davon mit den mit Lehnsleuten besetzten Burgen Blankenburg, Regenstein und Heimburg erhielt.
Von 1323 bis 1340 war die Burg in den Händen der Herren von der Gowische aus Goslar, die sie von den Grafen von Regenstein als Lehen besaßen. 1340 gelangte sie an das Goslarer Domstift und das Kloster Neuwerk zu Goslar. Vermutlich ist die Burg damals aufgegeben worden. In den urkundlichen Erwähnungen des Schildberges in der Folgezeit wird die Burg nicht mehr erwähnt. Matthäus Merian erwähnt 1654 nur noch alte Gewölbe und Mauern. 1679 lautet es in einem alten Kartenblatt: „Hauß zum Schildberge, alte Mauern eines Schlosses“.

## Beschreibung
Das Burgplateau besitzt die Gestalt eines Parallelogramms mit abgerundeten Ecken von ca. 60 × 34 m Größe. Auf dem höchsten Punkt im Osten stand der mächtige, runde Bergfried, dessen Durchmesser mit ca. 11 m bei einer Mauerstärke von 2–3 m angegeben wird. Aufgrund der großen Innenfläche handelte es sich dabei wahrscheinlich um einen Wohnturm. Am Rande des Plateaus sind noch Spuren der Ringmauer vorhanden. Im Inneren der Burg deuten weitere Vertiefungen und Mauerreste auf Keller und weitere Gebäude hin. Eine Geländestufe könnte eine ehemalige Zweiteilung der Burg andeuten. In der tieferen Westhälfte können zwei kreisförmige Vertiefungen von ca. 5 m Durchmesser die Standorte von Türmen markiere. Der Zugang erfolgte an der Südwestecke durch ein Kammertor von ca. 3 m Länge. Ein Brunnen wird nur in einer Schriftquelle aus dem Jahr 1679 erwähnt. Der steile Südhang war offenbar unbefestigt, während auf den übrigen Seiten ein in den Felsen gehauener Graben von 5–6 m Breite mit hohem Vorwall verläuft. Unmittelbar davor befindet sich an der Nordwestseite ein zweiter Graben mit Vorwall. Richtung Nordosten bildet ein 50–70 m tiefes System von drei Gräben mit Vorwällen und Terrassen die Befestigung einer Vorburg, die zugleich den Bergsattel zum benachbarten Eichberg absperrt. Einen alter Stauweiher und eine Konzentration von Fließschlacken auf dem Burgplateau hängen wahrscheinlich mit Bergbau- und Verhüttungstätigkeiten zusammen.